# Великовеселе
Великовесе́ле — село в Україні, у Врадіївській селищній громаді Первомайського району Миколаївської області. Населення становить 406 осіб.

## Населення
Згідно з переписом УРСР 1989 року чисельність наявного населення села становила 599 осіб, з яких 360 чоловіків та 239 жінок.
За переписом населення України 2001 року в селі мешкало 386 осіб.

### Мова
Розподіл населення за рідною мовою за даними перепису 2001 року:
| Мова       | Відсоток |
| ---------- | -------- |
| українська | 97,29 %  |
| молдовська | 1,97 %   |
| російська  | 0,74 %   |